# Corme-Écluse
 Corme-Écluse  es una población y comuna francesa, situada en la región de Aquitaine-Limousin-Poitou-Charentes, departamento de Charente Marítimo, en el distrito de Saintes y cantón de Saujon.

## Demografía
| 652 | 627 | 598 | 651 | 686 | 758 |
| Para los censos de 1962 a 1999 la población legal corresponde a la población sin duplicidades (Fuente: INSEE [Consultar]) |     |     |     |     |     |